# Junta militar brasileira de 1969
A junta militar brasileira de 1969, também conhecida como Segunda Junta Militar, foi um triunvirato governamental que governou o Brasil de 31 de agosto de 1969 até 30 de outubro de 1969. Foi composta pelos três ministros militares: o Almirante Augusto Rademaker, ministro da Marinha; o General Aurélio de Lira Tavares, ministro do Exército; e o Brigadeiro Márcio de Sousa Melo, ministro da Aeronáutica.
Pedro Aleixo, vice-presidente civil de Costa e Silva, deveria ter se tornado presidente interino sob a Constituição de 1967, mas foi impedido de assumir o cargo. A Junta foi composta pelos três ministros das Forças Armadas. Os ministros militares governaram sob as disposições do altamente repressivo Ato Institucional número 5.
Declararam, pelo AI-16, de 14 de outubro de 1969, extinto o mandato do presidente Costa e Silva, que viria a falecer em 17 de dezembro. Foram sucedidos por Emílio Garrastazu Médici.

## História

### Antecedentes
Eleito Presidente da República em 3 de outubro de 1966 e empossado em 15 de março do ano seguinte, o Marechal Artur da Costa e Silva inaugurou o período mais repressivo do Regime Militar de modo a preservar os objetivos do golpe de Estado que depôs João Goulart, ainda que às custas de um fortalecimento do Executivo e do endurecimento do regime em detrimento dos demais poderes e instituições constituídas do país e em oposição à sociedade civil organizada. Reflexo disso é que, em pouco mais de trinta meses de governo e mesmo sob a égide da Constituição Federal de 1967, seu governo editou oito atos institucionais e vinte e quatro atos complementares em resposta ao quadro de radicalização política que culminaria com a decretação do AI-5 em 13 de dezembro de 1968, ano das mais intensas manifestações contra a Ditadura Militar, sobretudo as oriundas do movimento estudantil.
A partir de então recrudescem as ações do governo de modo a restaurar seu controle sobre a vida socioinstitucional do país, havendo fortes combates e perseguições a membros de guerrilha. Tal impasse justificava, então, o endurecimento governamental. Imaginava o poder militar porém que, uma vez debelados os focos de resistência, seria possível restaurar a "normalidade" e nisso teria sido encomendado o anteprojeto de uma nova carta magna ao vice-presidente Pedro Aleixo, entretanto a doença do presidente Costa e Silva e seu posterior afastamento abortaram as articulações nesse sentido.

### Instalação

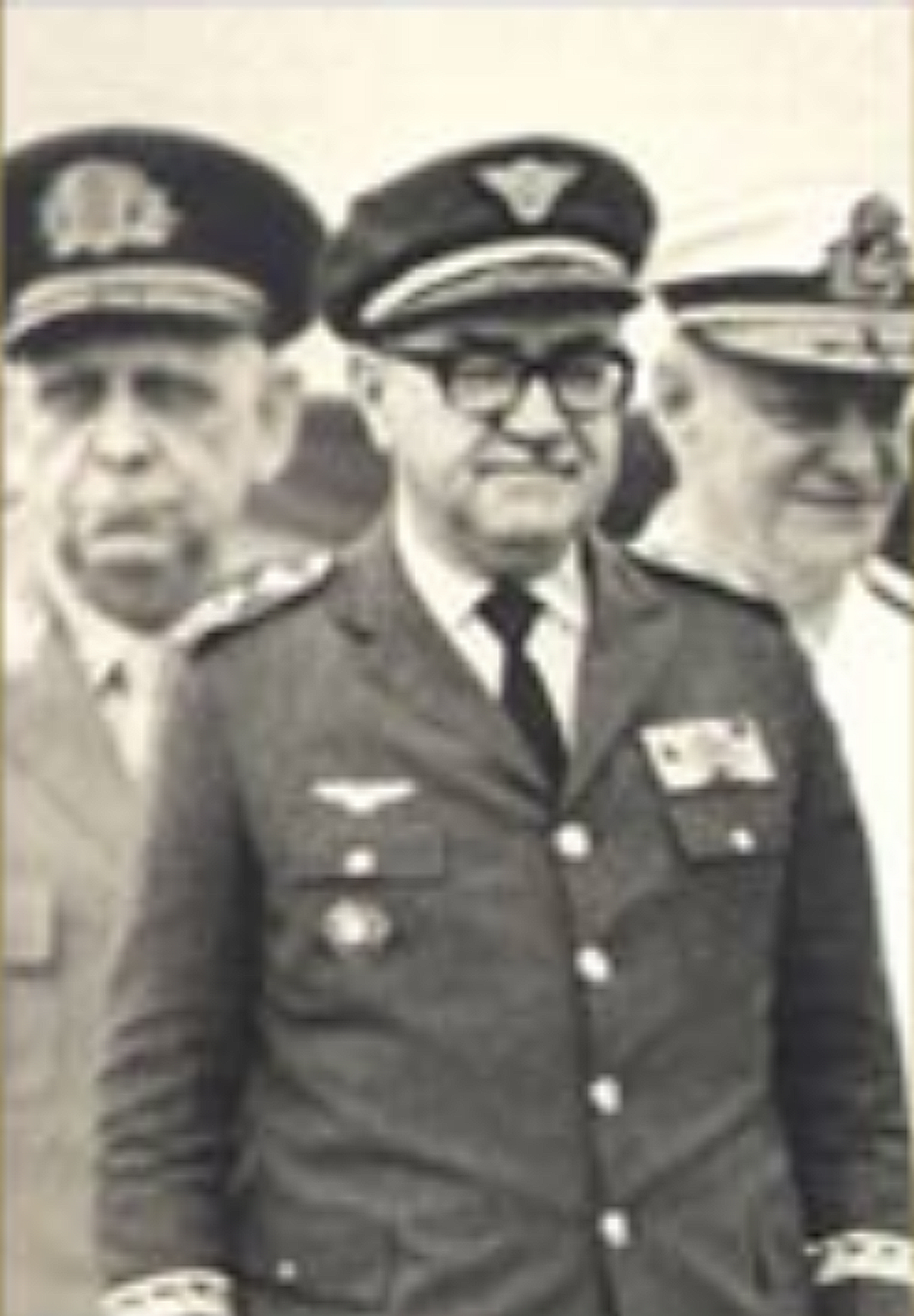
Junta militar de 1969: (da esq. para a dir.) Aurélio de Lira Tavares, Márcio de Sousa Melo e Augusto Rademaker.

Em agosto de 1969 o então presidente Artur da Costa e Silva sofreu um episódio debilitante de trombose cerebral. A condição do presidente foi escondida do vice-presidente Pedro Aleixo (ignorando a Constituição de 1967, que afirmava que Aleixo deveria ter se tornado presidente interino), da imprensa e do povo brasileiro por alguns dias, já que os níveis superiores governamentais das Forças Armadas decidiram o que fazer com a crise. Em 31 de agosto de 1969, os três ministros das forças armadas tomaram o poder executivo, com a aprovação do resto da elite militar, e emitiram o Ato Institucional Número 12 (AI-12), para formalizar o estabelecimento de uma Junta Militar. Pedro Aleixo deve figurar na galeria dos Presidentes pela Lei nº 12.486, de 12 de setembro de 2011.
O texto operacional do AI-12 foi precedido por uma proclamação ao povo brasileiro. Os três membros da junta anunciaram que o Presidente estava gravemente doente e que o Alto Comando das Forças Armadas considerava que a situação doméstica (especialmente em vista do recesso do Congresso Nacional e outras medidas impostas pelo AI-5) era incompatível com a transferência de autoridade executiva para um civil. Por conseguinte, a liderança do Governo e do Comando Supremo das Forças Armadas deveria ser desempenhada pelos ministros das Forças Armadas, em conjunto, até a recuperação do Presidente. Por conseguinte, o AI-12 declarou Costa e Silva sob "impedimento temporário" e estabeleceu que, durante esse impedimento, os três ministros das Forças Armadas administrariam conjuntamente todos os poderes e deveres da presidência.

### Questão sucessória
Portanto, durante a fase inicial da existência da Junta Militar, Costa e Silva permaneceu legalmente Presidente da República, embora incapacitado e destituído dos poderes e deveres do cargo (que foram transferidos para a Junta). Esta solução, no entanto, foi criticada mesmo por partidários civis do regime, e a existência de um triunvirato foi considerada potencialmente instável. Além disso, os médicos responsáveis pelo tratamento médico do presidente incapacitado foram da opinião que ele nunca se recuperaria das consequências físicas e mentais do acidente vascular cerebral e que, em conformidade, ele nunca seria capaz de retomar os poderes e deveres do cargo. Também se alegou que o presidente incapacitado, durante intervalos de lucidez, havia manifestado ao pessoal militar e aos membros de sua família o desejo de ser substituído como presidente. O Alto Comando das Forças Armadas também considerou que uma substituição permanente do Presidente e do Vice-Presidente (que tinha sido impedido de se tornar Presidente interino) era do interesse do regime.
Embora vice-presidente "de direito", Pedro Aleixo foi tratado como mera figura decorativa e não teve esquecido pela cúpula militar seu voto contrário à edição do AI-5. Assim sendo, o mandato tanto de Costa e Silva como de seu vice foram declarados extintos em 6 de outubro de 1969 e no dia 17 do mesmo mês foi outorgada uma emenda substancial á Constituição de 1967, oficialmente denominada de "Emenda Constitucional Número Um", na prática a legalização dos princípios defendidos pela "linha dura" militar. Em 22 de outubro, o Congresso Nacional foi reaberto após dez meses de recesso e nesse mesmo dia o General Emílio Garrastazu Médici e o Almirante Augusto Rademaker, foram indicados candidatos únicos a presidente e a vice-presidente da República, sendo eleitos no dia 25 e empossados no dia 30 de outubro de 1969. Consequentemente, a Junta Militar permaneceu na presidência até a posse do general Emílio Garrastazu Médici como presidente da República em 30 de outubro de 1969. Rademaker foi o responsável por passar a faixa presidencial para Médici.

### Atos
Preocupada com a preservação dos objetivos do regime imposto pelo golpe de Estado de 1964, a "linha-dura" do regime tomou em suas mãos as rédeas do processo político e em 31 de agosto de 1969, tomou posse uma Junta Militar composta pelo General Aurélio de Lira Tavares (Ministro do Exército), pelo Almirante Augusto Rademaker (Ministro da Marinha e, na prática, o primeiro entre os iguais, por seu ramo militar ser o mais antigo) e pelo Brigadeiro Márcio de Sousa e Melo (Ministro da Aeronáutica) impedindo assim que a sucessão se fizesse em favor do vice-presidente como previa a Constituição. Menos de uma semana após a investidura desse triunvirato no poder foi editado o Ato Institucional Número Treze que punia com a pena de banimento os brasileiros considerados "ameaça à segurança nacional" e ainda o Ato Institucional Número Quatorze, cujo teor previa a pena de morte e a prisão perpétua para os casos de "guerra revolucionária e subversiva". Tais medidas vieram a público graças a repercussão em torno do sequestro do embaixador norte-americano Charles Burke Elbrick em 4 de setembro de 1969 por adversários do regime militar e sua libertação em troca de por um grupo de quinze prisioneiros políticos, dentre os quais estava José Dirceu, que anos depois viria a integrar o governo Lula. Após o fim do sequestro a Junta Militar sancionou (em 18 de setembro) a nova Lei de Segurança Nacional.  No ano anterior, dois casos de grande repercussão feitos por organizações comunistas (VPR e ALN) foram os assassinatos dos militares Mário Kozel Filho, paulista, e Charles Chandler, norte-americano.
Esses fatores levaram a Junta Militar a emitir em 14 de outubro de 1969 o Ato Institucional número 16 (AI-16). Com esse Ato, tanto a presidência como a vice-presidência foram declaradas vagas, removendo Aleixo da cena. O Congresso Nacional foi chamado fora de seu recesso de dois anos, e encarregado da tarefa de eleger um novo presidente e um novo vice-presidente. Na realidade, o papel do Legislativo (do qual vários membros da oposição tiveram seus mandatos cassados pelo Poder Executivo de acordo com o AI-5) era meramente o de selar os nomes escolhidos pelas elites militares que controlavam o regime. As eleições foram realizadas no dia 25 de outubro. O AI-16 também estabeleceu que o novo presidente e vice-presidente seriam empossados em 30 de outubro de 1969 e que seu mandato duraria até março de 1974. O AI-16 ainda decretou que, até as eleições e a posse do novo presidente e vice-presidente, a Junta Militar permanecerá em vigor com a plenitude da autoridade da presidência da República. Em 21 de outubro daquele ano, a Junta sancionou o atual Código Penal Militar e o Código Penal de 1969. Este foi revogado em 1978, com sanção do presidente Ernesto Geisel, sem nunca entrar em vigência.
Todos os atos oficiais da Junta foram assinados em conjunto por seus três membros. Não foi atribuída prioridade formal aos seus membros, de modo a preservar o princípio da igualdade dos ramos dos militares. Em documentos oficiais da Junta, seus membros foram sempre mencionados na ordem da antiguidade de cada ramo das Forças Armadas. Assim, o representante da Marinha sempre foi mencionado primeiro, seguido pelo do Exército, e depois pelo da Força Aérea, o que levou alguns a acreditarem que o Almirante Rademaker foi o primeiro entre os iguais no funcionamento da Junta, tendo na prática, o exercício do cargo de Presidente da República.
A conquista mais importante da junta foi uma série de alterações à Constituição de 1967, que a tornaram ainda mais autoritária do que antes.
Márcio tornou-se o primeiro presidente catarinense desde Nereu Ramos e Aurélio o primeiro paraibano desde Epitácio Pessoa.

## Os Três Patetas
Durante o processo de redemocratização, o então presidente da Assembleia Nacional Constituinte de 1987, Ulysses Guimarães, um opositor do regime militar, referiu-se à Junta Militar de 1969 como Os Três Patetas.